# Lasioglossum atwoodi
Lasioglossum atwoodi är en biart som först beskrevs av Jason Gibbs 2010. Den ingår i släktet smalbin och familjen vägbin. Arten förekommer i  östra Nordamerika.

## Beskrivning
Endast honan har beskrivits. Hon har blått huvud och mellankropp med grönaktig, metallisk glans. Munskölden är mörkbrun upptill, grönaktig nertill, antennerna mörkbruna, vingarna halvgenomskinliga med gulbruna ribbor och rödbruna vingbaser samt benen bruna med de fyra bakre fötterna rödbruna. Bakkroppen är mörkbrun med segmentens bakkanter rödbruna till genomskinligt gulbruna. Kroppen har gles, vitaktig behåring. Biet är litet, med en kroppslängd på 5,1 till 5,7 mm och en längd på framvingen på omkring 4 mm.

## Utbredning
Utbredningsområdet omfattar östra Nordamerika från Ontario till Nova Scotia i Kanada, och från östligaste Wisconsin över Michigan, nordöstra Indiana, Pennsylvania och New York till New England samt söderut till West Virginia och nordvästra Virginia.

## Ekologi
Lasioglossum atwoodi är ett primitivt eusocialt bi där flera honor samarbetar om att ta hand om avkomman. Det lever i underjordiska bon. Arten är polylektisk, den flyger till blommande växter från många olika familjer, som ärtväxter (Dalea pinnata), videväxter (Salix caroliniana och smallysing) samt rosväxter (hallonsläktet).

## Etymologi
Biet är uppkallat efter Carl Edmund Atwood (1906–1993), en kanadensisk entomolog.